# Mihkel Veske
Mihkel Veske, född 28 januari 1843, död 16 maj 1890, var en estnisk språkforskare, från 1886 lärare i finsk-ugriska språk vid universitetet i Kazan.
Weske publicerade estniska folksånger, det estniska språkets fonetik och rättsstavningssystem samt forskningsresultat om jämförande finsk-ugrisk språkvetenskap och finsk-ugriska språks kontakter med slaviska språk.